# Кемпо, Сергей Владимирович
Сергей Владимирович Кемпо — российский актёр театра и кино.

## Биография
Родился 6 декабря 1984 года в Москве.
В 2007 году окончил РАТИ-ГИТИС (мастерская Б. А. Морозова).
После окончания ВУЗа был принят в Театр Российской армии (ЦАТРА).
Сотрудничал с театром «Галактика».
С 2012 года — актёр Театра имени М. Н. Ермоловой.
Написал книгу «Мейер», мистический роман о Мейерхольде.

## Театральные работы
| Театр им. Ермоловой: - «Игроки» — Гаврюшка - «Портрет Дориана Грея» — Дориан Грей - «Демон» — Демон - «Утиная охота» — официант - «Гамлет» — Лаэрт - «Из пустоты… 8 поэтов» | Театр Российской армии: - «Соловьиная ночь» — Петр Бородин - «Севастопольский марш» - «Вечно живые» - «Чайка» - «Элинор и ее мужчины» | Театр «Галактика»: - «Капитанская дочка» |

## Роли в кино
- Кракен (2025) — Кошкин
- Каждый мечтает о собаке (2024) — Геннадий Павлович
- Нюрнберг (2023) — Игорь Волгин
- Кензели (2020) — Степан
- Серёжка (2018) — Серёжка
- Монах (2018) — отец Иоанн
- Тяжёлое похмелье (2016) — стрелок в балаклаве
- «Экипаж» (2016) — Андрей
- «Легенда № 17» (2012)[3]— Евгений Зимин
- «Кремень» (2012) — Пётр Зубов
- «Утомлённые солнцем 2: Предстояние (2010) — курсант Кепа
- «Ночь длиною в жизнь» (2010) — Володя Кузнецов
- Тайна любви (2009)

## Награды
- Номинация «Лучший бой». Первый фестиваль сценического фехтования «Серебряная шпага», 2007 год.[4][5]